# Anastasia Russo
Anastasia Russo (* 20. Oktober 2011 in Madrid als Anastasia Achikhmina) ist eine spanische Schauspielerin und Model.

## Leben und Karriere
Russo wurde am 20. Oktober 2011 in Madrid geboren. Ihr Debüt gab sie in einer Folge in El Ministerio del Tiempo. Anschließend spielte sie 2022 in Nasdrovia mit. Außerdem trat sie 2023 in dem Film Tin & Tina auf. 2024 bekam Russo in der Serie Ayla eine Hauptrolle.
Neben ihrer Schauspielkarriere arbeitet sie auch als Model und modelte für die Marken Armani Junior, El Corte Inglés, DKNY, Vogue und Pinko. Zudem spricht Russo fließend Spanisch, Russisch, Englisch, Italienisch und Französisch.

## Filmografie
Filme
- 2022: Dark Girls
- 2023: Alguien que cuide de mí
- 2023: Tin & Tina
- 2023: Ahora vuelvo
- 2023: La ermita
- 2023: Culpa Mia – Meine Schuld (Culpa mía)

Serien
- 2017: El Ministerio del Tiempo
- 2020: El Cid
- 2022: Historias para no dormir
- 2022: Nasdrovia
- 2023: Las pelotaris 1926
- 2024: Unsichtbar (Invisible)
- 2024: Ayla (Ayla y Los Mirror)